# Gavekortet.dk
Gavekortet.dk A/S er en dansk virksomhed, som forhandler gavekort til butikskæder og oplevelser i Danmark og de øvrige nordiske lande. Virksomheden blev grundlagt i København i 2003.